# Aso (Misia)
Aso (en griego ἡ Ἄσσος) fue una ciudad griega de la Tróade, en Misia, una región del Asia Menor próxima a la isla de Lesbos. El lugar donde se encuentra el yacimiento se llama oficialmente Behramkale y está situado en el distrito de Ayvacık, provincia de Çanakkale.

## Historia
Situada en un territorio donde anteriormente habían vivido los léleges, Aso fue fundada por colonos eolios procedentes de Metimna o Mitilene (ambas ciudades están ubicadas en la isla de Lesbos), en torno al siglo VII a. C. A su vez, colonos de Aso fundaron la ciudad de Gárgara. En el siguiente siglo pasó a ser dominada por los lidios y luego por los persas. En el 530 a. C. se construyó el templo de Atenea.
Recuperó su autonomía al término de las guerras médicas y se unió a la Liga de Delos puesto que aparece en los registros de tributos a Atenas desde el año 454/3 a. C.
En el 365 a. C. estaba controlada por el sátrapa persa Ariobárzanes y fue sitiada por otros sátrapas: primero por Autofradates y poco después, por mar, por Mausolo. Ambos levantaron el sitio por la actuación de Agesilao de Esparta como embajador. La ciudad conoció su apogeo después del 360 a. C. bajo la tiranía primero de Eubulo y luego del filósofo Hermias de Atarneo, cuyo gobierno fomentó la afluencia de filósofos a la ciudad. En torno a los años 348-345 a. C., Aristóteles fue a Aso y se casó con Pitias, la hija o sobrina de Hermias. Esta época dorada tocó a su fin cuando, por orden de Artajerjes III, Hermias fue ahorcado.
Los persas fueron expulsados por Alejandro Magno. En el período helenístico, cayó bajo los seleúcidas antes de ser integrada al Reino de Pérgamo (241-133 a. C.). Formó parte de la República romana desde 133 a. C.
En Olimpia había una estatua de Sodamas, el primer eolio de Tróade que ganó en la prueba de la carrera del estadio infantil.
Pablo de Tarso visitó la ciudad en torno al año 56/57 en su camino hacia Lesbos.

## Arqueología de la ciudad antigua

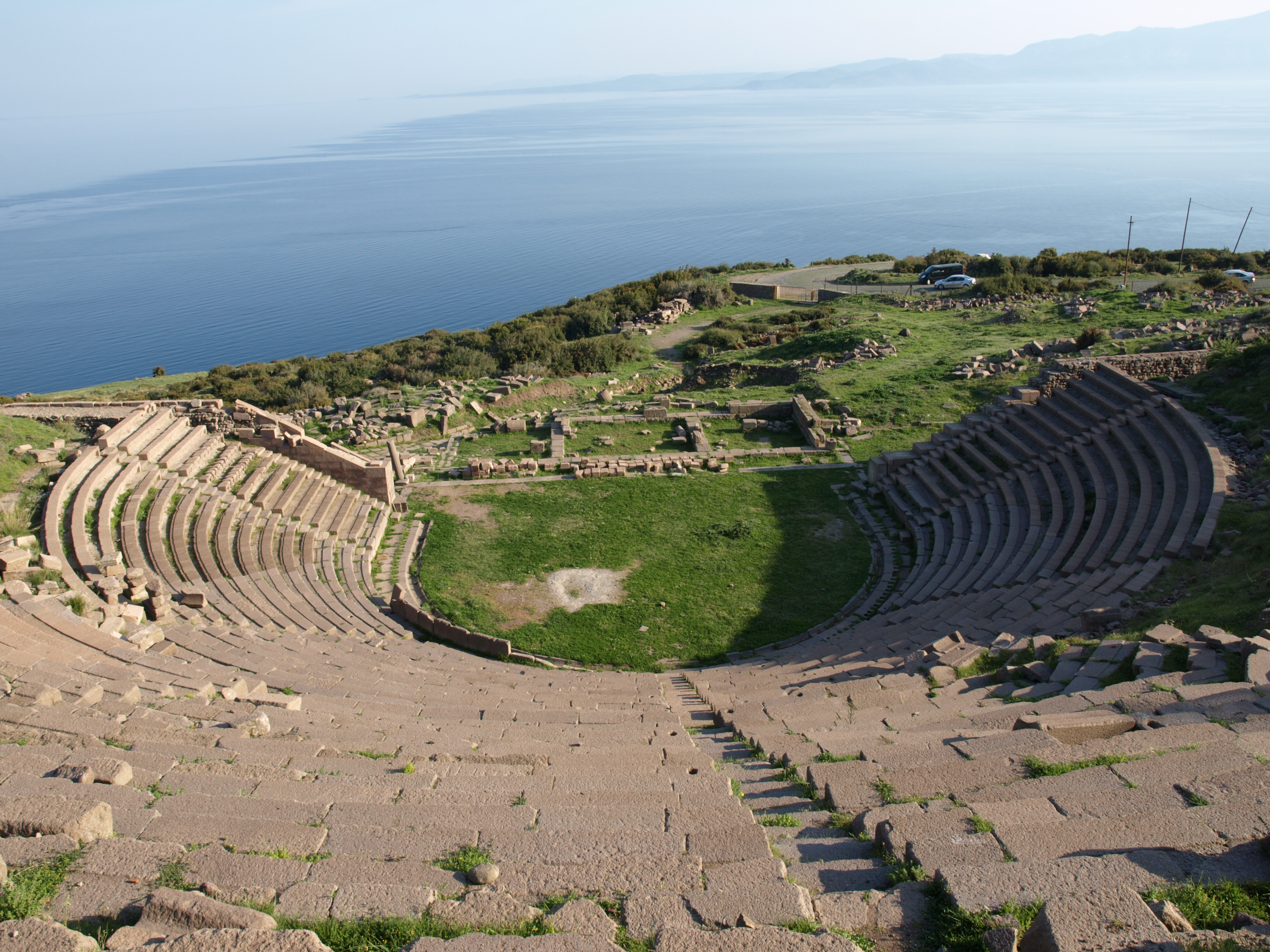
Antiguo teatro de Aso.

Las primeras excavaciones de la ciudad fueron llevadas a cabo entre 1881 y 1883 por los arqueólogos estadounidenses Joseph Thacher Clarke y Francis H. Bacon. Muchos de los hallazgos fueron llevados al Museo de Bellas Artes de Boston. Otros hallazgos se exponen en el Museo del Louvre y en el Museo Arqueológico de Estambul. Se han realizado nuevas campañas de excavaciones a fines del siglo XX y principios del XXI.
Las ruinas de la antigua Aso siguen siendo excavadas. En 2018, los arqueólogos descubrieron una tumba familiar helenística sin daños con el nombre Aristios escrito en su tapa. La tumba contenía los restos de una familia de veintiún miembros. Uno de los miembros de la familia fue enterrado, mientras que los veinte restantes fueron incinerados y sus cenizas colocadas dentro de jarrones en forma de urna. Las tapas habían sido selladas con cemento para evitar que cualquier sustancia extraña entrara en las urnas. En 2018, los arqueólogos también descubrieron muchos estrígiles, algunos de hierro y la mayoría de bronce.
Los arqueólogos también descubrieron una escultura de león helenística de 2200 años de antigüedad y un horno de piedra de 1500 años de antigüedad que data del periodo bizantino. Según el profesor Nurettin Arslan, la escultura fue desenterrada de una estructura utilizada como posada en aquella época, y uno de los hallazgos del periodo bizantino contenía un hornillo de cocina con tres ollas.
En el sitio arqueológico se conservan los restos de: 
- la muralla de la ciudad,
- un teatro romano,
- el ágora, donde se encontraban el buleuterio y una estoa,
- un gimnasio,
- la necrópolis en la que los sarcófagos merecen su nombre de «comedores de carne»[15] según Plinio el Viejo:

En Aso de la Tróade se encuentra una piedra de textura laminada, llamada sarcófago. Es un hecho bien conocido que los cadáveres enterrados en esta piedra se consumen en cuarenta días, excepto los dientes.
Plinio el Viejo, Historia natural 36.27.

### Templo dórico de Atenea
En la acrópolis del lugar, a 238 m s.n.m., se encuentran los restos del templo dórico de Atenea, que datan del año 530 a. C. Se conservan seis de las 38 columnas originales, así como el estilóbato. Era un templo períptero con 13 x 6 columnas muy delgadas en lo alto, con un naos rectangular y un pronaos in antis. Se han recuperado pocas metopas, que hacen referencia a esfinges, jabalíes y centauros. La lucha entre Heracles y Tritón, que solo figura en las metopas de Aso, aparece posteriormente en el Hecatompedón de Atenas, casi contemporáneo (530 a. C.) y en la decoración jónica del tesoro de los sifnios en Delfos.
El entablamento de este templo tiene una característica única: el arquitrabe, que normalmente es liso, estaba esculpido a la manera de un friso jónico, con escenas mitológicas como la lucha entre Heracles y los centauros.
El templo fue reformado en épocas posteriores, como lo demuestra un mosaico helenístico hallado en el naos.
En un día claro, la vista desde el templo se extiende hasta la cercana Lesbos en el sur, Pérgamo en el sureste y el monte Ida en el este. El río Tuzla fluye hacia el norte. Al noroeste, dos enormes columnas helenísticas siguen marcando la entrada a la ciudad.

## Otros monumentos
- El puente de los otomanos del siglo XIV.
- La mezquita de Murad I, también del siglo XIV.

## Galería

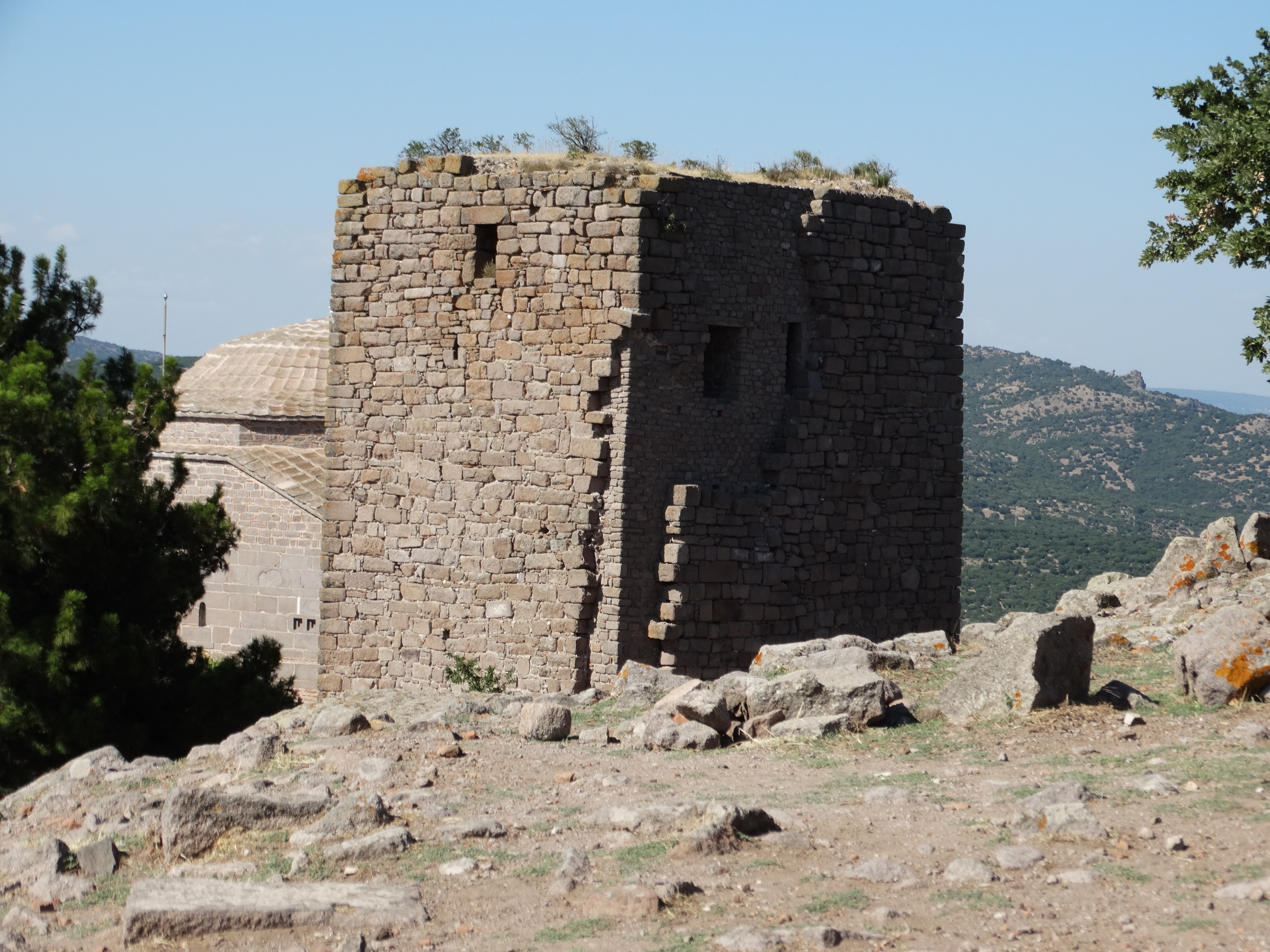
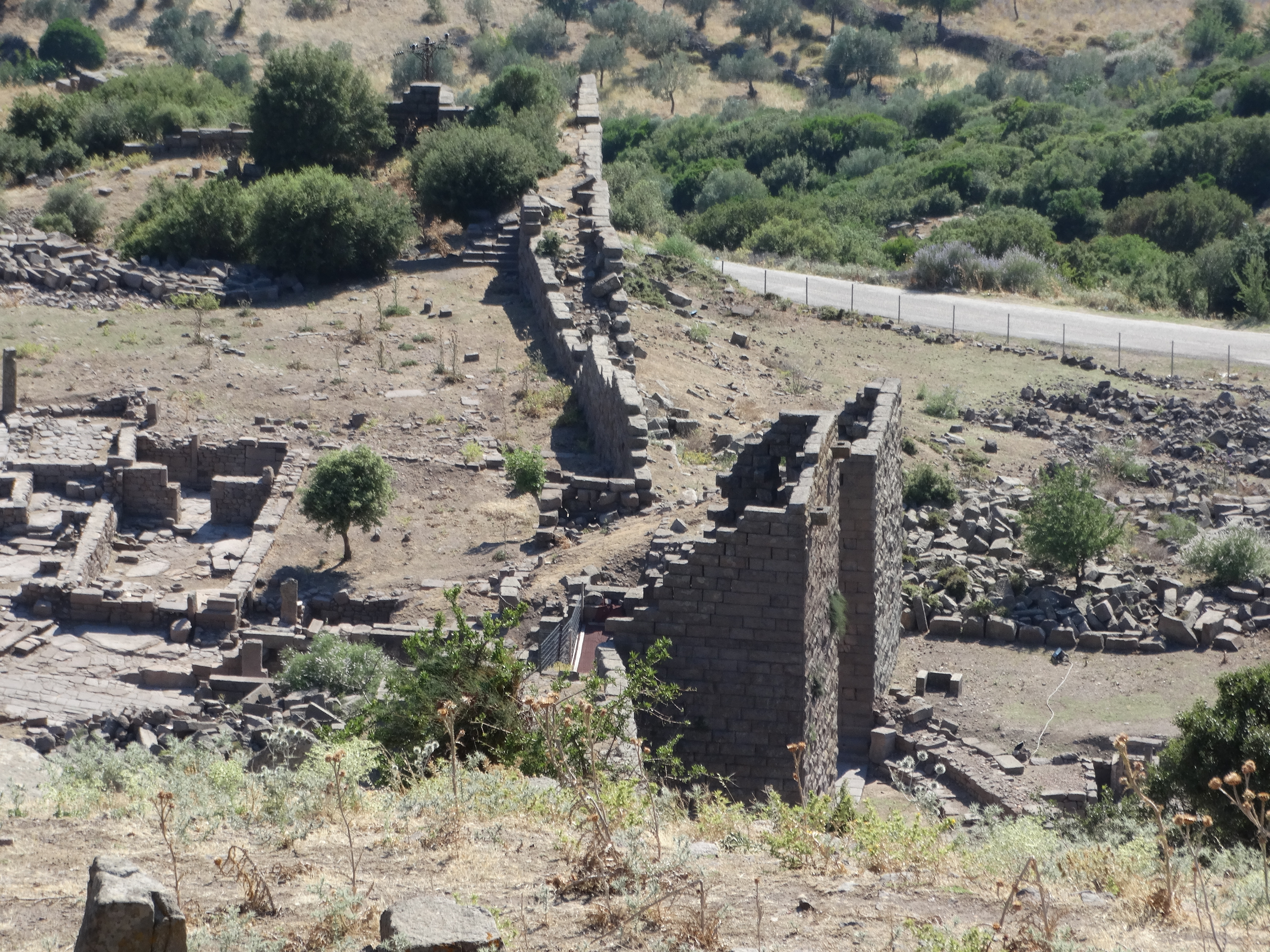
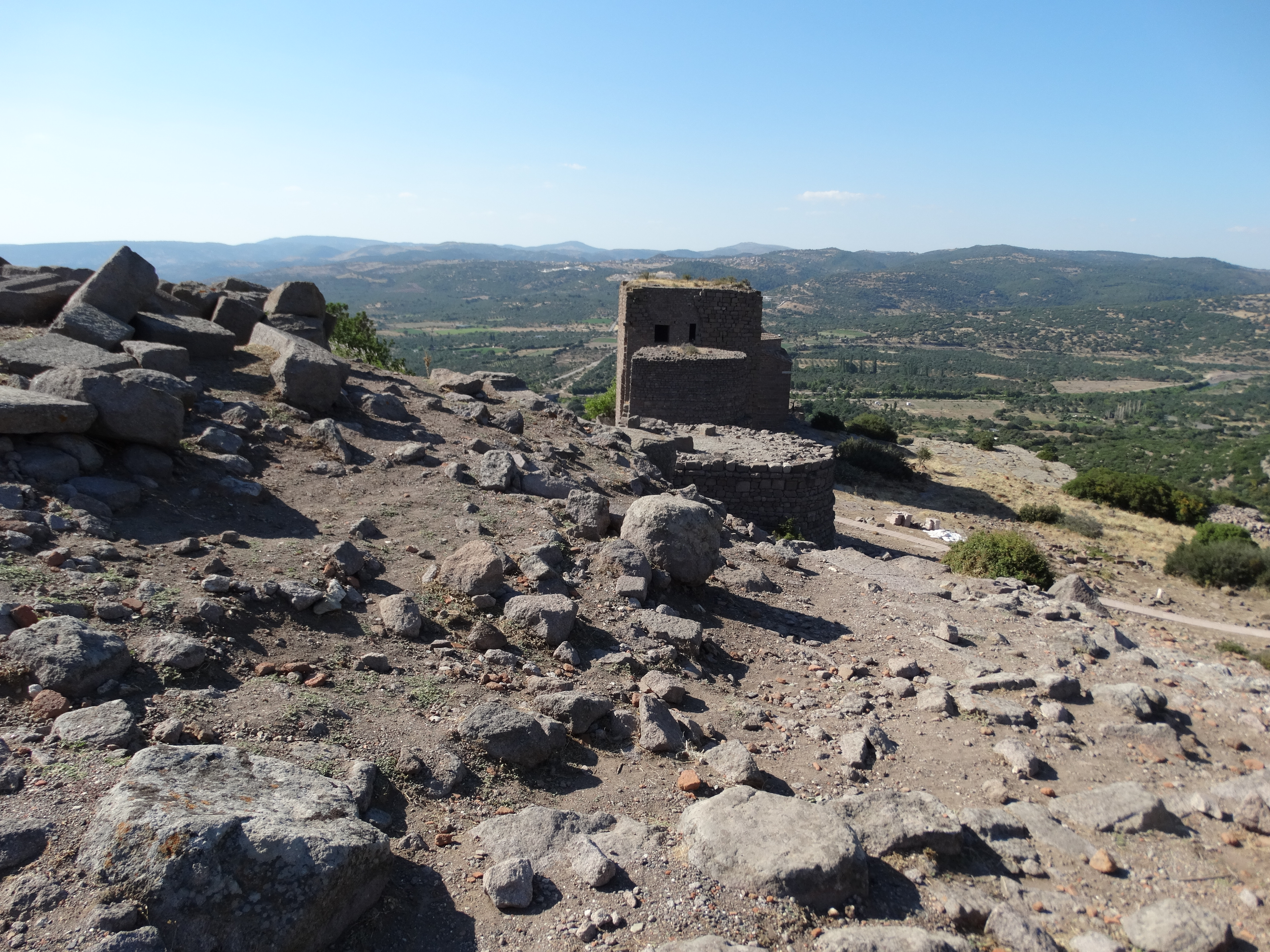
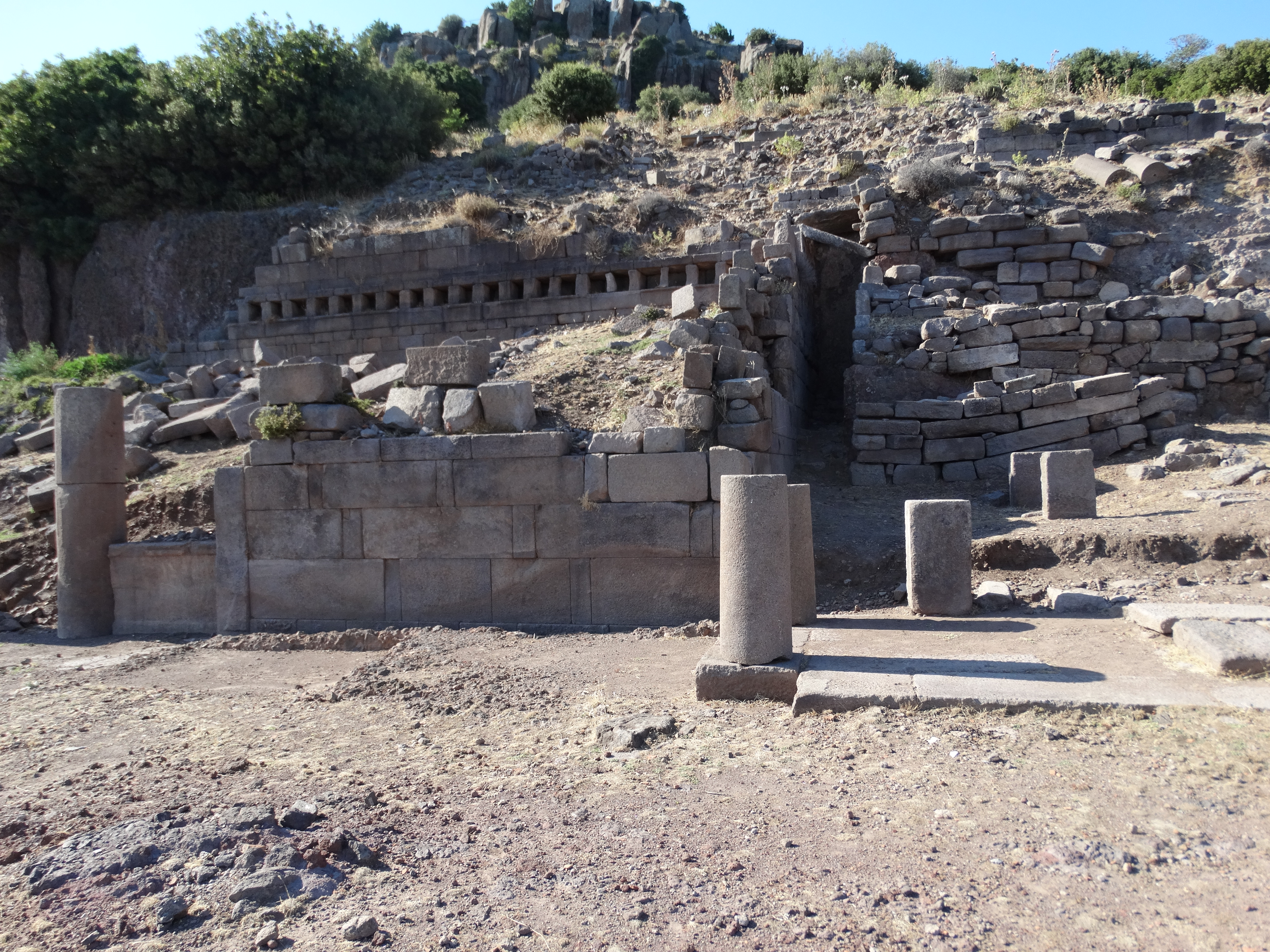
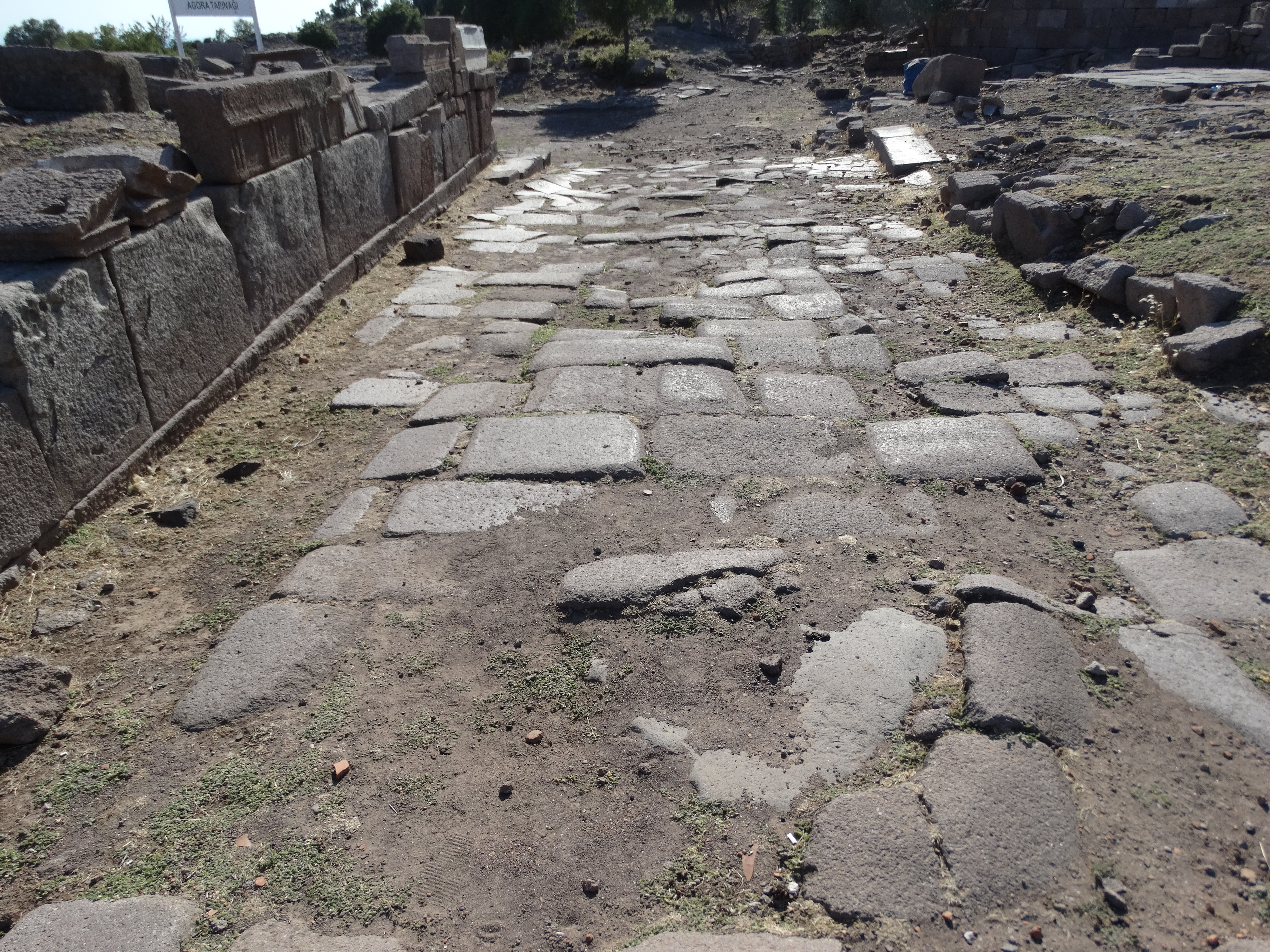
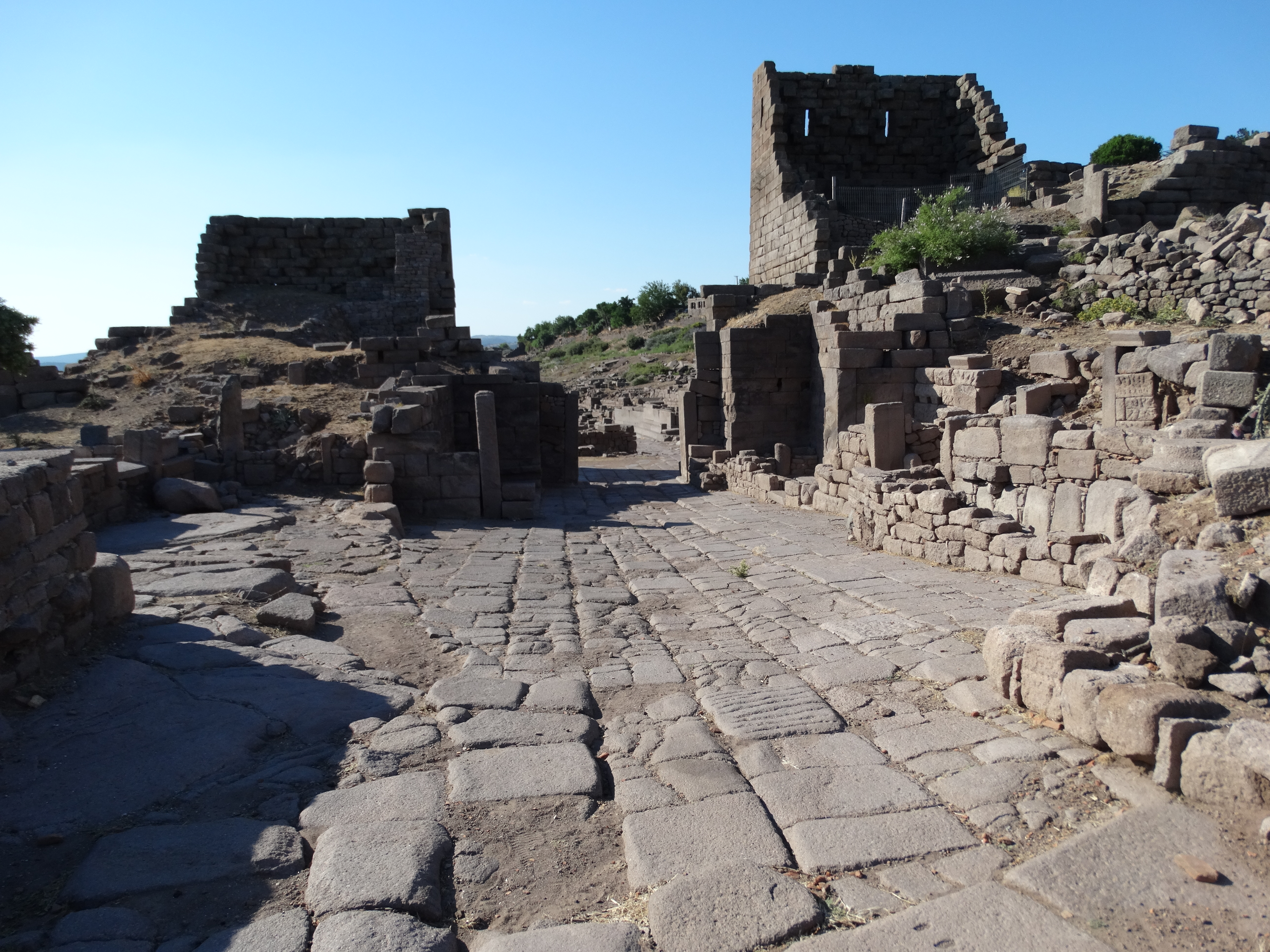
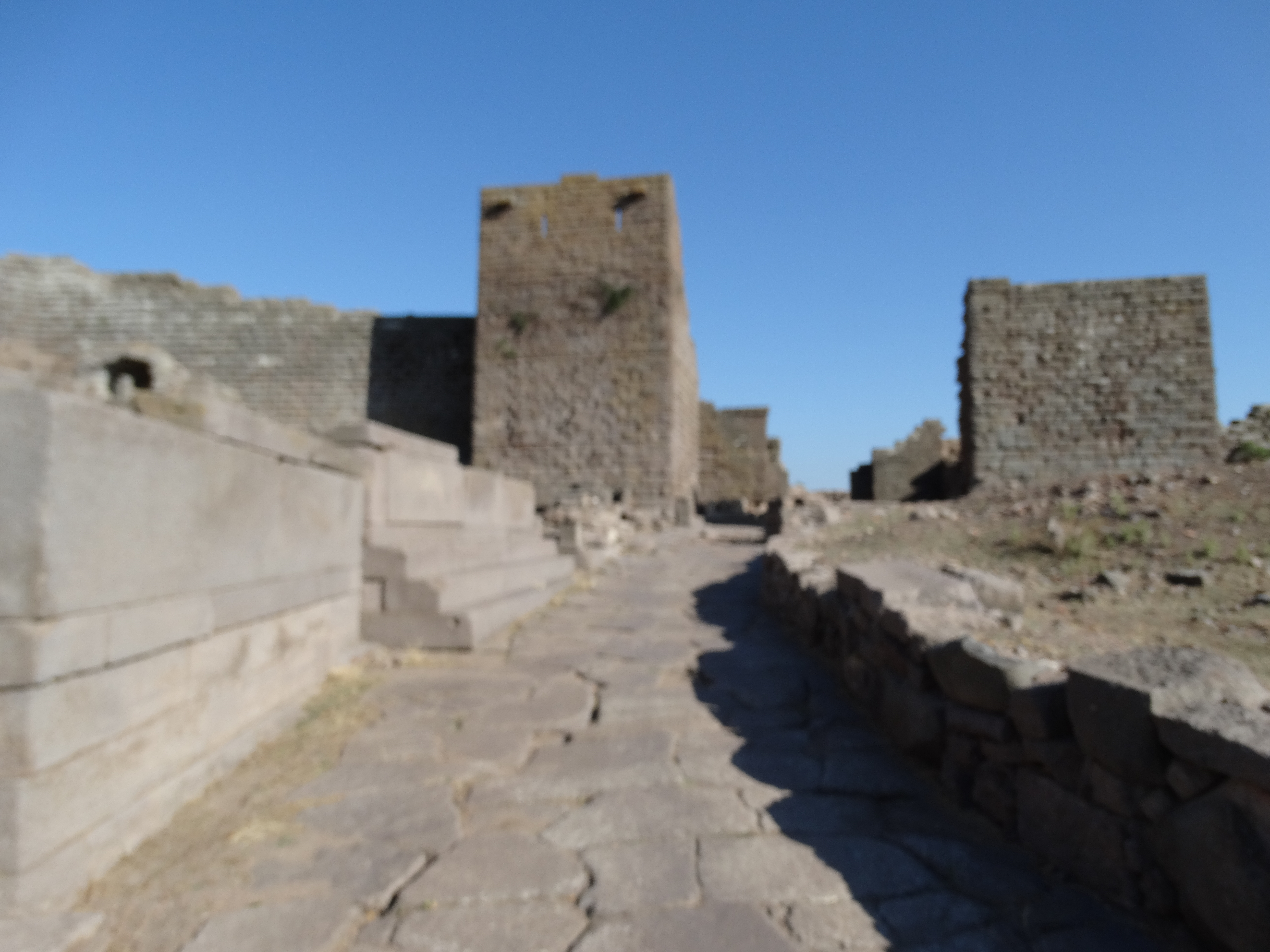
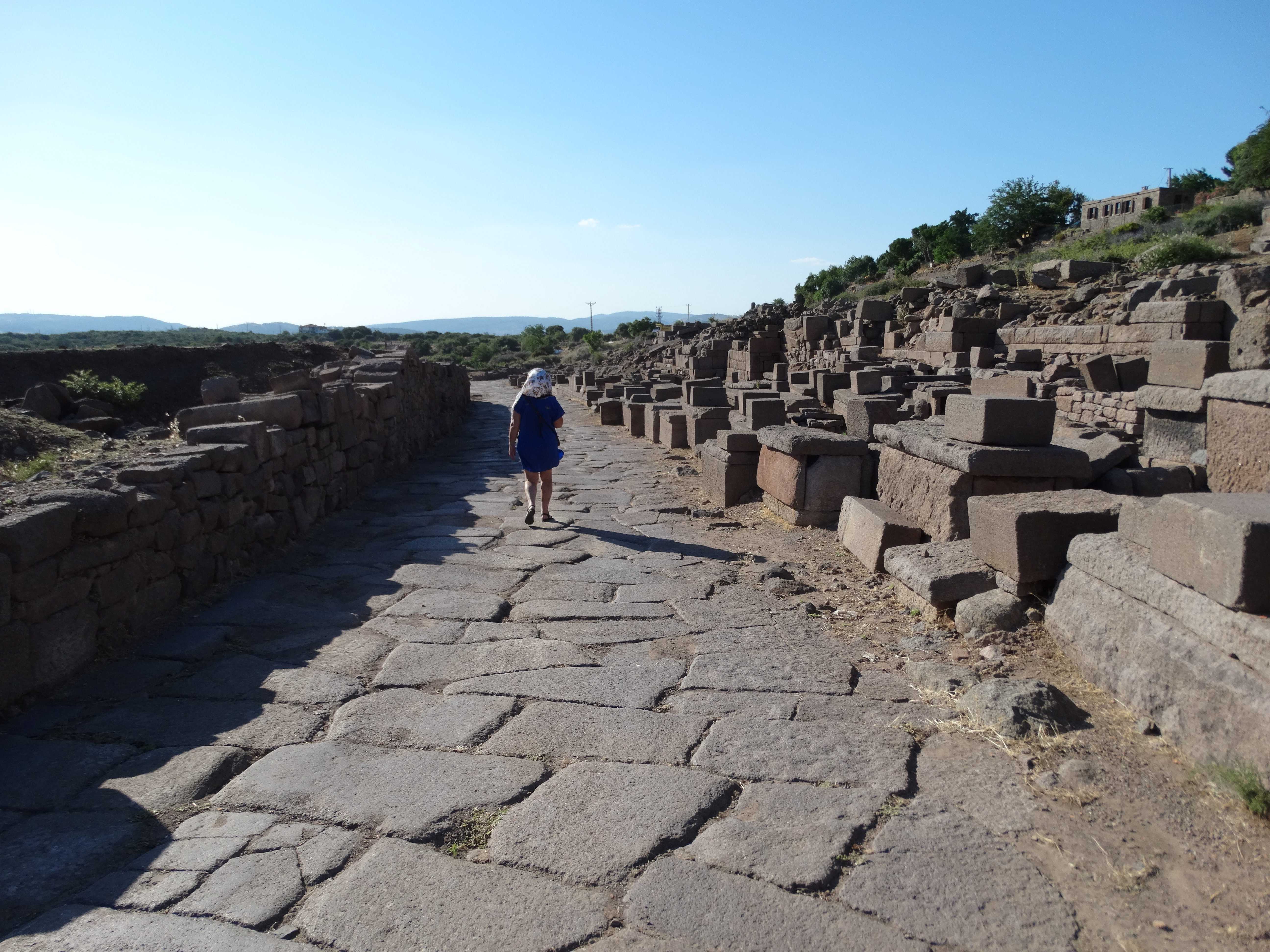
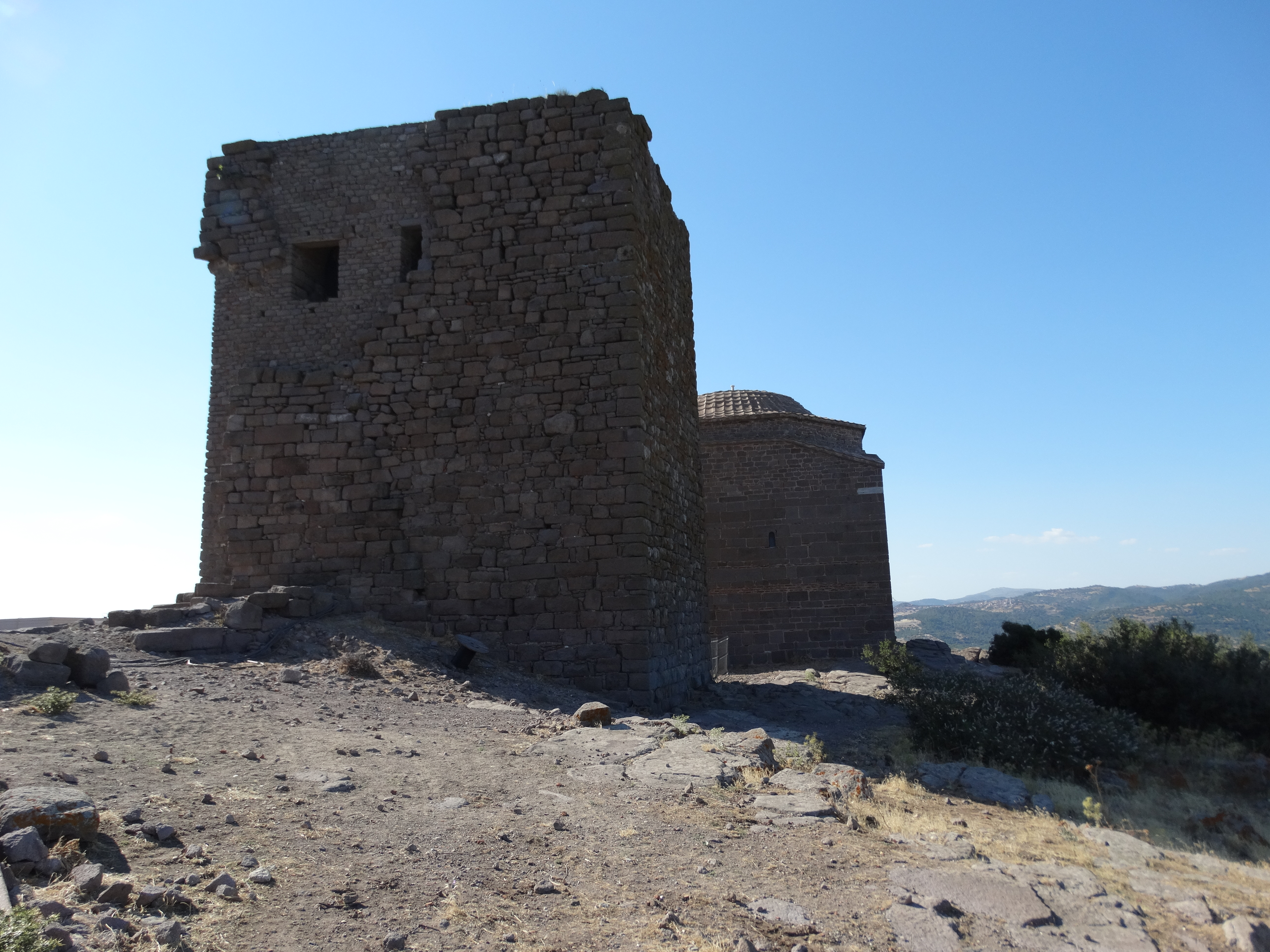